# Biophytum ottohuberi
Espèce
Classification APG III (2009)
Biophytum ottohuberi est une espèce de plantes à fleurs de la famille des Oxalidaceae, endémique du Venezuela.

## Distribution
L'espèce est endémique de l'État de Bolívar au Venezuela.